# Jean-Baptiste-Guillaume Gratien
Jean-Baptiste-Guillaume Gratien (* 24. Juni 1747 in Crescentino, Piemont; † 3. Juni 1799 in Rouen) war ein französischer Theologe und konstitutioneller Bischof.

## Leben
Jean-Baptiste-Guillaume Gratien widmete sich der Theologie und trat nach Beendigung seiner Studien in die Kongregation der  Lazaristen ein. Er wirkte lange als Professor der Theologie im großen Seminar dieses Ordens in Beaul bei Chartres und war seit 1782 dessen Oberer, als es 1790 infolge der Französischen Revolution geschlossen werden musste. Er stand bei den Geistlichen wegen seiner Gelehrsamkeit in großem Ansehen. Viele Priester, die unter seiner Leitung studiert hatten, fragten ihn in ihrer späteren Stellung bei schwierigen Fällen um Rat, obwohl streng orthodoxe Theologen argwöhnten, dass er jansenistische Ansichten vertrete. 
Gratien schienen die von der Revolution aufgestellten Grundsätze von Freiheit und Gleichheit richtig und er schloss sich diesen immer mehr an. Als er den Bischof von Chartres, Jean-Baptiste-Joseph de Lubersac, seinen unmittelbaren Vorgesetzten, der Mitglied der konstituierenden Versammlung war, Ende 1790 in Paris besuchte, versprach er diesem noch,  ihm treu zu bleiben und den orthodoxen Glauben nicht zu verlassen. Kurz nach seiner Rückkehr nach Chartres erklärte er sich aber für die Zivilkonstitution der Geistlichkeit, die er als das beste Mittel betrachtete, ihr den Charakter einer besonderen Korporation im Staat, eine Stellung, die mit den Prinzipien der republikanischen Freiheit und Gleichheit unvereinbar sei, abzustreifen. Er verband sich mit Nicolas Bonnet, Pfarrer von Saint-Michel, einem 70-jährigen Greis, der denselben Grundsätzen huldigte. Dieser wurde am 10. Februar 1791 von den Wählern des Départements Eure-et-Loir zum konstitutionellen Bischof ernannt und von Gobel, dem Metropolitanbischof von Paris, geweiht; Gratien aber erhielt die Funktionen eines Vikars der Kathedrale von Chartres, die er bis Ende Mai 1791 versah.
Das Beispiel Gratiens bewog mehrere Priester, denselben Weg einzuschlagen, u. a. Laurent Rebzé, der bischöflicher Vikar wurde, Chauveau, Forestier, Gougis, Huet, Pétion und Tabourier, die alle mit dem konstitutionellen Bischof Bonnet in Verbindung traten, während der rechtmäßige Bischof Joseph de Lubersac mit dem Großteil seines Domkapitels und vielen Priestern nach England auswanderte.
Nun war Gratien der Weg zu hohen kirchlichen Würden gebahnt, da seine Ansichten mit jenen der Gewalthaber übereinstimmten. Anfang 1792 wurde er zum konstitutionellen Bischof des Départements de la Seine-Inférieure mit dem Sitz zu Rouen gewählt und am 12. März 1792 geweiht. Er begann im Einverständnis mit der konstitutionellen Geistlichkeit die Organisation seiner Diözese, nachdem er schon früher seine bisherigen Schritte in einer Darlegung seiner Grundsätze (Exposition de mes sentiments sur les vérités auxquelles on prétend que la constitution civile du clergé donne atteinte, et recueil d’autorités et des réflexions qui me paraissent la favoriser, 1791) zu rechtfertigen und einige scharfe Entgegnungen Ungenannter in einer Schutzschrift (Défense de l’exposition de mes sentiments, ou réponse à M. le curé de F. datée de Chartres le 31 mai 1791, Chartres 1791) zu widerlegen versucht hatte. Er behauptete darin, dass es der Nationalversammlung, in der alle Parteien der Gallikanischen Kirche vertreten seien, zustehe, nicht nur das Konkordat abzuschaffen, sondern auch eine der ursprünglichen christlichen Lehre entsprechende Einrichtung an dessen Stelle zu setzen. Sein Gegner blieb ihm die Antwort nicht schuldig und dessen Entwicklung der orthodoxen Lehre (Observations sur les écrits des nouveaux docteurs et en particulier sur deux ouvrages de M. Gratien, Paris 1791) fand beim Großteil der französischen Geistlichkeit Anklang.
Gratien bemühte sich, noch in folgenden Flugschriften der neuen Ordnung der Dinge das Wort zu reden:
- Contraste de la réformation anglicane par Henri VIII et de la réformation gallicane par l’Assemblée constituante, Chartres 1791
- Lettre théologique sur l’approbation et la juridiction des confesseurs, Chartres und Paris 1791
- Lettre pastorale, Rouen 1792

Gratiens Beweisführung widerstrebte aber so sehr dem Gewissen des konservativen Klerus, dass sie bei diesem keinen Eingang fand. Er  machte aber nun eine von den Beschlüssen der konstituierenden Versammlung abweichende Pastoralinstruktion bekannt (Instruction pastorale sur la continence des ministres de la religion, 1792), in der er die Pflicht der Geistlichkeit zur Beobachtung des Zölibats betonte. Hierdurch brachte er die konstitutionelle Geistlichkeit, die zum Teil nicht nur den Bürgereid geleistet, sondern sich auch verheiratet hatte, so sehr gegen sich auf, dass sie seine Instruktion in der gesetzgebenden Versammlung als kirchliche Schmähschrift denunzierte. Indem diese Schrift den Klerus zum Zölibat verpflichte, würde sie die Gesetze verletzen und das Volk aufzureizen versuchen. Daraufhin stellte der Deputierte Lejosne den Antrag, der Justizminister solle die Gerichte anweisen, sowohl den Verfasser der Pastoralinstruktion als auch die übrigen Geistlichen, die den Menschenrechten und den Gesetzen widersprechende Schriften veröffentlichen würden, zu verfolgen und ihnen ihre Besoldung zu entziehen. Gratien wurde festgenommen und wäre schwerlich dem Tod durch die Guillotine entgangen, wenn nicht der Sturz Robespierres (1794) einen Umschwung der öffentlichen Meinung bewirkt und dem eingekerkerten Bischof die Freiheit wiedergegeben hätte. Daraufhin wurde die Anklage auf sich beruhen gelassen.
Am 19. Juli 1797 führte Moulis, einer der Großvikare Gratiens, den Vorsitz bei einer in der Kathedrale von Évreux versammelten Synode konstitutioneller und verheirateter Priester, die 16 Großvikare zur Verwaltung der Diözese von Évreux ernannte. Mehrere Priester, unter denen sich Fresnay und de Narbonne befanden, erhoben jedoch in einem Zirkular vom 25. Juli 1797 Einspruch gegen ihre Ernennung und erklärten darin den Geistlichen und Gläubigen der Diözese, dass sie nicht als Vikare des Bischofs Gratien betrachtet werden wollten. Auf derselben Synode wurde Gratien auch zum Deputierten für die im August 1797 in Paris abzuhaltende Kirchenversammlung gewählt, die sich mit der Ernennung konstitutioneller Bischöfe befassen sollte. Er erfüllte auch sein Mandat, die neue Organisation der gallikanischen Kirche gelang aber nicht.
Gratien starb am 3. Juni 1799 im Alter von knapp 52 Jahren in Rouen vor der Wiederherstellung der alten kirchlichen Ordnung. Außer den erwähnten Schriften verfasste er noch eine Abhandlung über Geldgeschäfte (Tractatus ecclesiasticus de contractibus usurariis, Chartres 1790), in der er die Darlehensvergabe gegen Zinsen verteidigt, und eine aus den durch Christus gewirkten Wundern geschöpfte Beweisführung für die Wahrheit der christlichen Religion (La vérité de la religion chrétienne démontrée par les miracles de Jésus-Christ). Auch wollte er in einer ausführlichen Schrift die Rechtmäßigkeit der konstitutionellen Prälaten darlegen, doch scheint dieser Vorsatz nicht zur Ausführung gekommen zu sein.